# 심향사
심향사(尋香寺)는 대한민국 전라남도 나주시 대호동에 있는 절이다. 1984년 2월 29일 전라남도의 문화재자료 제88호로 지정되었다.

## 개요
심향사는 신라시대 원효대사가 ‘미륵원’이라는 이름으로 세운 절이다. 언제부터 심향사로 이름이 바뀌었는지는 알 수 없으나 『신증동국여지승람』에는 ‘신왕사’로 기록하고 있고, 미륵전 건물에서 발견한 기록에 따르면 정조 13년(1789) 무렵 까지는 ‘신황사’로 불렸던 듯하다. 고려 현종 2년(1011)에 거란군이 침입하자 현종이 이곳 나주로 몽진하여 나라의 평안을 위해 기도를 올렸다고 전하는데, ‘신황사(神皇寺)’라는 이름에서 황제 황(皇)자를 쓰고 있는 것으로 보아 임금이 이 절의 대법회에 참여했을 가능성이 있는 것으로 추정된다.
경내에는 미륵전, 극락전을 비롯하여 고려시대에 제작한 석탑과 석불이 남아 있다. 미륵전에는 석불좌상이 있으며, 극락전에는 아미타여래좌상이 있다. 특히 심향사아미타여래좌상(전라남도 유형문화재 제99호)은 베에 칠을 한 건칠불상으로 고려시대 즉 13∼14세기경에 제작되어 고려말 불상 연구에 귀중한 자료가 되고 있다.

## 소장 문화재
- 나주 심향사 건칠아미타여래좌상 (전라남도 유형문화재 제99호)

## 참고 자료
- 심향사 - 국가유산청 국가유산포털